# Skoga naturreservat
Skoga är ett naturreservat i Idala socken i Kungsbacka kommun i Halland.
Reservatet ligger strax väster om Horred intill Stora Hornsjön och är 21 hektar stort och skyddat sedan 2008. Området domineras av tallskog men även stora granar finns. En del träd är flera hundra år gamla och det finns högstubbar och lågor. Tillgången på grova döda träd ger förutsättningar för småkryp, mossor och lavar. En av reservatets mer sällsynta invånare är skalbaggen bronshjon.